# Bremer Presse

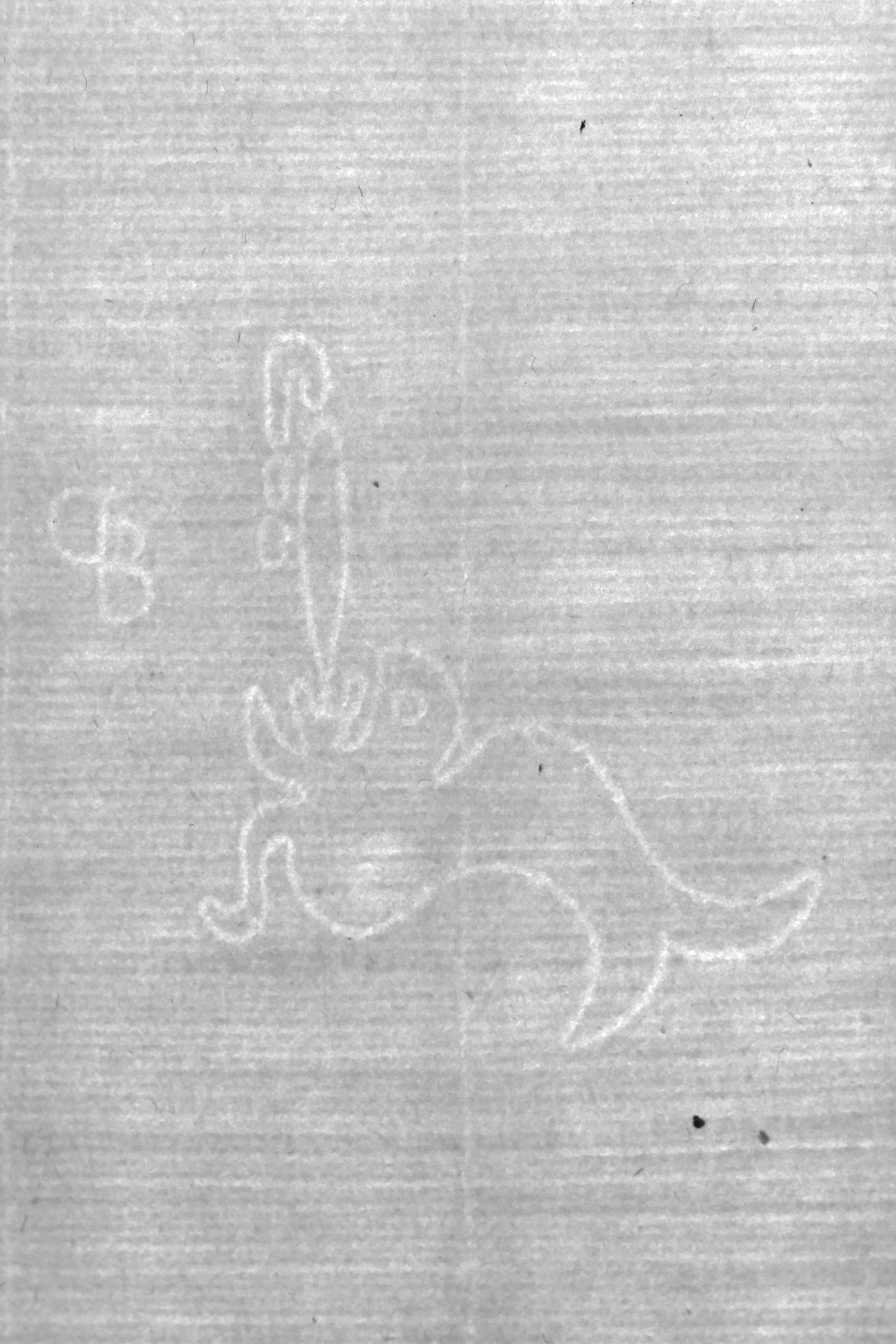
Watermerk van de Bremer Presse

De Bremer Presse was een private pers, eerst in Bremen, Duitsland, en later in Bad Tölz en München, die van 1911 tot 1934 de productie van bibliofiele boeken ter hand nam. Stilistisch was deze drukkerij op het werk van de Engelse The Doves Press georiënteerd en zij voldeden voor een lange tijd aan de smaak van hun publiek. Het was de meest succesvolle Duitse private pers die de Duitse kunstboek-stijl sterk beïnvloed heeft. Het werk van de Bremer Presse is tot op heden nog erg in trek bij drukwerkverzamelaars.

## Overzicht van het werk van de Bremer Presse
- 1913: Hugo von Hofmannsthal: Die Wege und die Begegnungen. Eerste werk der Bremer Presse
- 1914: De situ moribus et populis Germaniae que fertur libellus van Publius Cornelius Tacitus
- 1919: Ödipus der Tyrann van Sophokles
- 1919: Robert Guiskard, Herzog der Nordmänner van Heinrich von Kleist
- 1920: Albii Tibulli elegiae
- 1920: The essays of Fracis Bacon
- 1920: Urfaust van Johann Wolfgang von Goethe
- 1920: Ritter Gluck van E.T.A. Hoffmann (Druk:  Marées-Gesellschaft)
- 1921: Chansons d’amour. Uitgegeven door Josef Hofmiller
- 1921: La Divina Comedia van Dante
- 1922: Reden an die Deutsche Nation van Fichte
- 1922: Iphigenie auf Tauris van Johann Wolfgang von Goethe
- 1922: Lieder der deutschen Mystik. Uitgegeven door Josef Bernhart
- 1922: Lieder der Sappho
- 1923: Ilias van Homerus
- 1924: Odyssee van Homerus
- 1925: De civitate Dei van Augustinus
- 1925: Widmungen und Opfer. Gedichten van Rudolf Alexander Schröder
- 1925: Grundlegung zur Metaphysik van Immanuel Kant
- 1926: Prometheus von Aischylos. Geïllustreerde druk van Ludwig von Hoffmann
- 1926: Odysse von Homer. Vosssche Übersetzung.
- 1926–1929: Luther-Bibel in vijf delen (Bd. 1: Fünf Bücher Mose; Bd. 2: Die historischen Bücher des AT; Bd. 3: Die poetischen Bücher und die Apokryphen; Bd. 4: Die Propheten; Bd. 5: Das Neue Testament)
- 1929: Der Psalter van Martin Luther
- 1929: Die Verfassung des Deutschen Reichs
- 1929: Nature van Ralph Waldo Emerson
- 1929: Gedichte van Geerten Gossaert
- 1929: Pensées van Blaise Pascal
- 1930: Ballads and Songs of Love. Uitgezocht door Josef Hofmiller
- 1931: Sonnets. Uitgegeven door  Josef Hofmiller en Robert Spindler
- 1931: Gedichte von Walter von der Vogelweide. Uitgegeven door Karl von Kraus
- 1931: Réflexions et Maximes van La Rochefoucauld, Vauvenargues en Chamfort
- 1931: Missale Romanum (Met het Herder Verlag)
- 1931: Ausgewählte Gedichte aus den Jahren 1902–1917 van Rainer Maria Rilke
- 1934: Humani corporis fabrica Vesalius

## Bron
- Artikel in Duitstalige Wikipedia